# Xan Fielding
Alexander Wallace Fielding dit Xan Fielding (né le 26 novembre 1918 à Ootacamund et mort le 19 août 1991 à Boulogne-Billancourt) est un écrivain et traducteur britannique qui fut, pendant la Seconde Guerre mondiale agent du service secret britannique Special Operations Executive en Albanie, en France puis en Asie du Sud-Est au sein de la  Force 136. Fielding fut un grand ami du poète et romancier Lawrence Durrell.

## Éléments biographiques
Alexander Wallace « Xan » Fielding naît le 26 novembre 1918 à Ootacamund, en Inde (à l'époque dans l'Empire britannique). Son père, Alexander James Lumsden Wallace, y servait dans Armée coloniale britannique au grade de Major. 
Il est nommé sous-lieutenant au régiment de Chypre (Cyprus Regiment, 1940-50) en 1940 puis est transféré dans le service du Renseignement (Intelligence Corps) le 27 janvier 1943. Lieutenant, il reçoit le Distinguished Service Order le 13 octobre 1942 (London Gazette du 13 octobre 1942) dans le cadre de sa mission auprès de la résistance en Crète. 
Commandant à titre temporaire, il opère dans le sud de la France. Le 13 août 1944, Fielding (alias Cathedral) est arrêté par la Gestapo, avec le lieutenant-colonel Francis Cammaerts « Roger » (1916-2006, DSO en 1945), chef du réseau JOCKEY. Quatre jours plus tard, les Alliés débarquent en Provence ; internés à la prison de Digne, ils sont libérés le 17 contre une rançon de deux millions de francs versée à un officier allemand, Albert Schenck, que l’agent du SOE Krystyna Sharbek (alias Christine Granville) a réussi à convaincre de la défaite inéluctable des nazis. 
Pour son action en France, il reçoit une citation (Mentioned in Despatches) le 30 août 1945
Peu avant la fin de la guerre en Europe, Fielding retourne brievement en Crète. Il fait partie de la troupe Alliée qui entre la première dans Athènes. Il sert ensuite sur le front d'Extrême-Orient quelques mois jusqu'à la fin du conflit mondial puis visite le Tibet. De retour en Europe, il passe six mois en Allemagne au sein du Secret Intelligence Service puis en tant qu'observateur des Nations unies dans les Balkans en 1946.
Après la guerre, il entame une carrière d'écrivain (Hide and Seek, the story of a war-time agent, Londres, Secker & Warburg, 1954 consacré à la guérilla en Grèce et à l'enlèvement du général allemand Karl Kreipe en Crète) et de traducteur (Le Pont de la Rivière Kwai et La Planète des Singes de Pierre Boulle, Les Tambours de Bronze et Les Centurions de Jean Lartéguy).
Il meurt à Boulogne-Billancourt le 19 août 1991 .

## Vie privée
Il épouse l'écrivain Daphne Thynne (née Vivian) le 11 juillet 1953. Le couple divorce en 1978. Il épouse ensuite Agnes Magruder, veuve du peintre arménien Arshile Gorky.
Il était un ami très proche de Patrick Leigh Fermor, un écrivain voyageur qui fut agent spécial en Crête comme lui pendant la Seconde guerre mondiale.
D’après la biographie (Dark star) et des recherches récentes d’Alan Strachan : l’actrice britannique d’origine Armenico-Indienne, Vivien Leigh est sa cousine. La mère morte en couche de l’auteur était la sœur aînée de Gertrude Yackje-Leigh (la mère de Vivien Leigh). Xan Fielding est née dans une famille de huit enfants : il était le dernier.

## Reconnaissance
- Compagnon du Distinguished Service Order (DSO), 1942

## Œuvres

### Œuvres propres
- The Stronghold: an Account of the Four Seasons in the White Mountains of Crete, 1953.
- Hide and Seek, 1954. Il s’agit de ses mémoires de guerre.
- Corsair Country, 1959.
- Money Spinner: Monte Carlo and Its Fabled Casino, 1977.
- Best of Friends:  the Brenan-Partridge Letters, 1986.
- One Man in His Time - The life of Lieutenant-Colonel N.L.D. ('Billy') McLean, DSO, Macmillan, Londres, 1990.
- Aeolus Displayed, 1991.
- Images of Spain, 1991.
- Hideous Disguise, 1994.

### Traductions en langue anglaise
- Pierre Boulle, La Planète des singes
- Pierre Boulle, Le Pont de la rivière Kwaï